# Hiroshi Kajiyama
Hiroshi Kajiyama född den 13 juni 1953 i Kanagawa, Japan, är en japansk gymnast.
Han tog OS-guld i lagmångkampen och OS-brons i hopp i samband med de olympiska gymnastiktävlingarna 1976 i Montréal.